# Antony House
Antony House est le nom d'une maison du début du XVIIIe siècle, qui appartient aujourd'hui au National Trust. Elle est située entre la ville de Torpoint et le village d'Antony dans le comté de Cornouailles, Royaume-Uni. C'est un bâtiment classé Grade I.
La maison est revêtue de pierre de Pentewan gris argenté, flanquée d'ailes à colonnades en briques douces et surplombe la rivière Lynher. Elle est construite pour William Carew, 5e baronnet entre 1718 et 1724, et depuis lors, est restée la résidence principale de la famille Carew, propriétaire du domaine depuis le milieu du XVIe siècle. Sir John Carew Pole confie la maison et les jardins à la garde du National Trust en 1961, étant entendu que la famille pourrait continuer à y résider. Actuellement, Tremayne Carew Pole y vit avec sa famille.
La maison et les jardins sont ouverts au public entre mars et octobre.

## Collections et mobilier

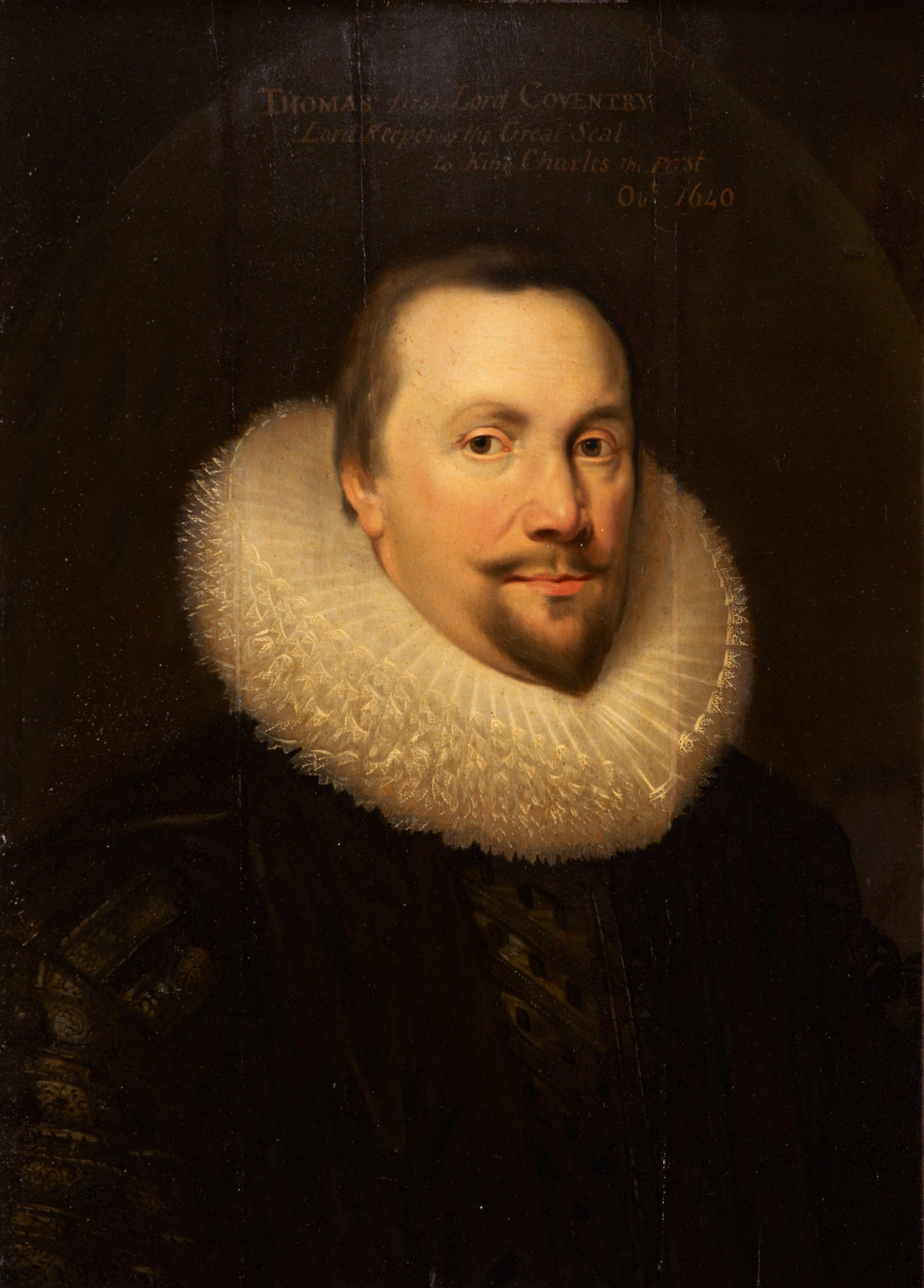
L'un des portraits conservés à Antony House : Thomas Coventry, 1er baron Coventry par Cornelis Janssens van Ceulen

Antony House abrite une collection de portraits, dont un portrait de Charles Ier d'Angleterre lors de son procès (Charles Ier accorda le titre de baronnet aux Pole en 1628). La collection contient certaines des œuvres de Joshua Reynolds et un portrait de Rachel Carew, qui aurait inspiré le roman de Daphné du Maurier, Ma cousine Rachel.
Les chambres sont lambrissées en chêne hollandais et contiennent des collections de meubles et de textiles du XVIIIe siècle.

## Jardins et domaine
Le terrain est aménagé par le concepteur de jardin géorgien Humphry Repton et comprend le jardin à la française avec la "Collection nationale de lis du jour ". Au début du XIXe siècle, des haies d'ifs et des topiaires sont ajoutés à l'aménagement paysager formel. Les jardins sont ornés de sculptures sur pierre du nord-ouest de l'Inde, d'une cloche de temple birmane apportée à Antony par le général Sir Reginald Pole Carew, de statues et de sculptures modernes acquises plus récemment, notamment la sculpture d'eau Antony Cone de William Pye. Cela fait écho au grand spectacle du cône d'if topiaire à proximité, qui est presque aussi grand que la maison elle-même. Parmi les autres sculptures, on trouve Jupiter Stone de Peter Randall-Page (en) et Hypercone de Simon Thomas.
Parmi les autres caractéristiques notables, citons un noyer noir, un chêne-liège, un bassin d'ornement japonais et un jardin de nœuds. Le pigeonnier date du XVIIIe siècle, tandis qu'une folie a été ajoutée récemment dans le parc du domaine.
Le jardin boisé environnant (pas celle du National Trust, mais la propriété du Carew Pole Garden Trust) est réputé pour des rhododendrons, azalées, camélias et magnolias, et les bois environnants offrent des promenades qui s'étendent jusqu'à la rivière Lynher. La Bath Pond House située dans les promenades boisées est construite en 1789.
Le tournage de la production cinématographique Disney 2010 d'Alice au pays des merveilles, réalisé par Tim Burton, a lieu dans le parc d'Antony House en septembre 2008. Le domaine sert également de décor pour un téléfilm Rosamunde Pilcher de la société allemande ZDF avec le réalisateur Dieter Kehler.